# Nines russes (pel·lícula)
Nines russes és una pel·lícula dramàtica policíaca dirigida per Pau Freixas i protagonitzada per David Selvas.
Ambientada a la Barcelona de principis de segle xxi, l'argument gira entorn d'un policia anomenat Sergi que després de perdre un company durant una missió s'embarca a una tasca d'infiltració.
La pel·lícula fou estrenada l'any 2002 durant el Festival Internacional de Cinema de Catalunya de Sitges, fruit d'una coproducció entre Fair Play Produccions i Televisió de Catalunya, amb el suport de l'ICEC. La duració total del film és de 79 minuts. Posteriorment, la sèrie de TV3 Àngels i Sants es basaria en aquesta pel·lícula i esdevindria la primera sèrie que protagonitzaria el cos dels Mossos d'Esquadra.

## Argument
La trama gira entorn d'un Mosso d'Esquadra anomenat Sergi que durant l'assalt a un pis franc d'uns traficants veu morir el seu millor amic en un tiroteig. Després d'aquests esdeveniments, i mogut per un fort sentiment de culpa, en Sergi decideix abandonar la policia.
L'oferta d'una nova missió, que li permetrà refer la seva vida, el fa canviar de parer. La missió consisteix a infiltrar-se al món de la delinqüència amb una identitat completament nova. L'objectiu és infiltrar-se a la màfia russa i identificar-ne el seu cap, l'Alexander Safín. Decidit a abandonar els records del passat, en Sergi abandona la seva vida anterior, tallant la relació amb la seva família i amics.
Durant la missió es veurà abocat a situacions límit on haurà de transgredir les seves pròpies conviccions, en drogues, sexe i violència, per tal de convèncer els mafiosos.
Nines russes es va rodar als carrers de Barcelona, Granollers, Mollet del Vallès, Masnou i Castelldefels. Pel rodatge de les escenes d'acció es va comptar amb l'assessorament tècnic del Grup Especial d'Intervenció dels Mossos d'Esquadra.

## Repartiment
El repartiment dels principals personatges de la pel·lícula és el següent:
| Actor / actriu original | Personatge fictici |
| ----------------------- | ------------------ |
| David Selvas            | Sergi              |
| Lluís Homar             | Sants              |
| Josep Mota              | Garcia             |
| Albert Trifol           | Espada             |
| Ernest Villegas         | Miquel Cervera     |
| Aida de la Cruz         | Maria              |
| Héctor Claramunt        | Vlad               |
| Artur Sala              | Andrei             |